# アングル・スラム

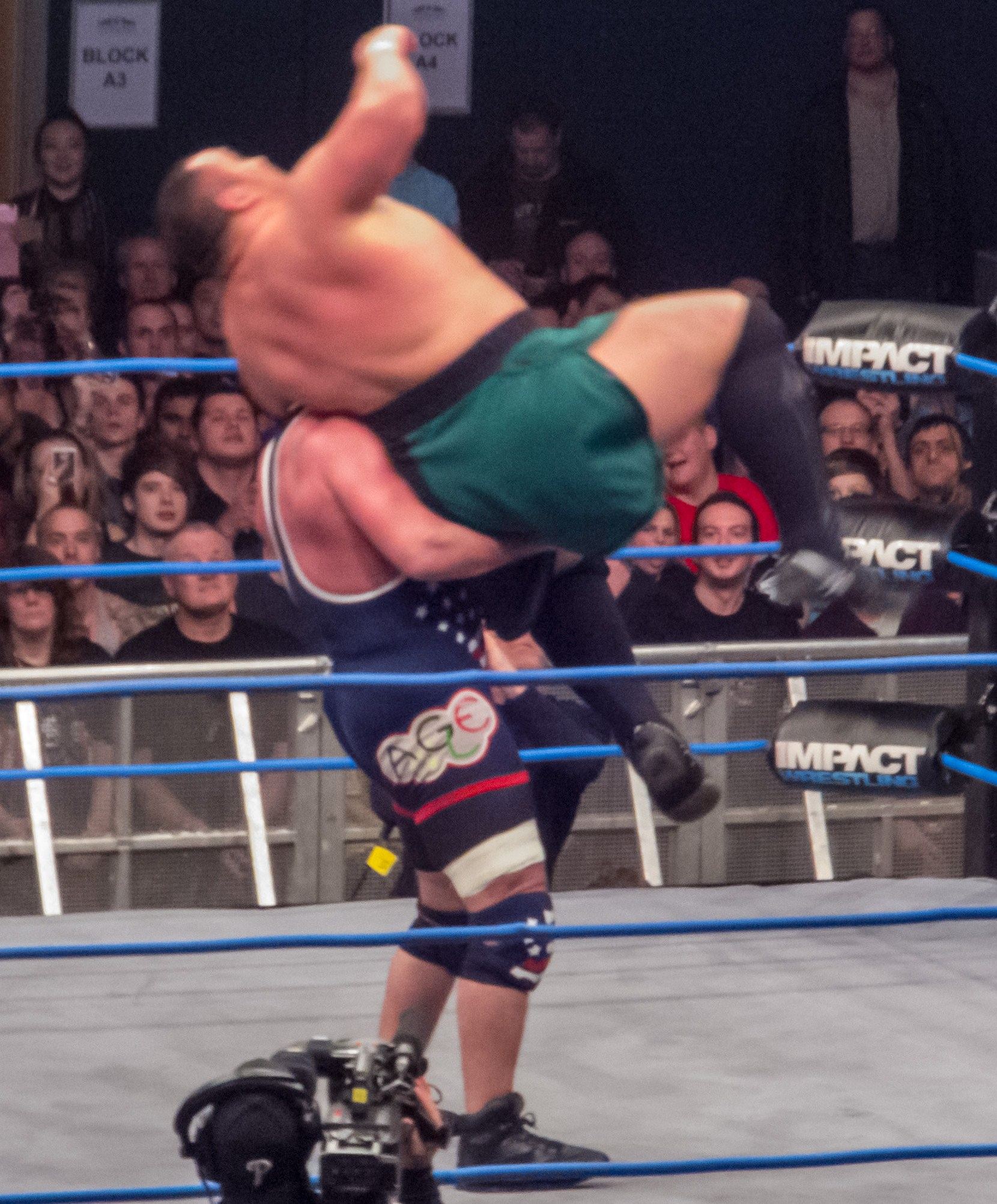
カート・アングルによるアングル・スラム。

アングル・スラム（Angle Slam）は、プロレス技の一種である。

## 概要
カート・アングルのオリジナル技。相手をアルゼンチン・バックブリーカーの要領で捕らえ、そのまま後方へ倒れこみながら、相手の体を自分の片肩を支点に半回転させつつ後方に投げ落とし、背中・肩口・頭部辺りから叩きつける。
回避法は完全に後方へと倒れ込む前に両腕のロックを外すことだが、それを見極めるのは非常に困難で両腕をロックしてからの展開が非常に速いので返し難い。
考案当初はレスリング出身のカートがアトランタオリンピックのレスリングフリースタイル100kg級金メダリストであったことから、オリンピック・スラムの名称で使用していたが国際オリンピック委員会からのクレームにより、技名をアングル・スラムに改名。ただし、スペイン語の実況ではスープレックス・オリンピコと呼ばれている。

## 主な使用者
- カート・アングル
- ボビー・フィッシュ - フィッシュ・スラムの名称で使用。
- ルーシュ - オリンピック・スラムの名称で使用。
- ジェイソン・ジョーダン - ジョーダン・スラムの名称で使用。
- ブルー・ウルフ - モンゴル・スラムの名称で使用。
- 2代目嵐 - ストーム・スラムの名称で使用。
- 矢口壹琅 - ワールドカップ・スラムの名称で使用。
- 初代えべっさん - 地獄落としの名称で使用。
- 杉浦貴 - オリンピック予選スラムの名称で使用[2]。
- 高橋裕二郎 - インターカレッジ・スラムの名称で使用。
- 中澤マイケル - 巨匠スラムの名称で使用。
- 竹田誠志 - 国体1回戦スラムの名称で使用。

## 類似技

### 山嵐
山嵐式バックドロップとも呼ばれている。アブドーラ・ザ・ブッチャーのオリジナル技。相手を抱え式バックドロップの体勢で持ち上げ、両肩に担ぎ上げて後方へと倒れ込み、落下させた相手の後頭部や背中を叩きつける。

## 派生技

### オリンピック予選スラム
杉浦貴のオリジナル技。相手をアルゼンチン・バックブリーカーの形に抱え上げ、そのままの勢いで倒れこみマットに叩きつける技。この技の元祖でもあるアングルは相手の背中・肩口から落とす形で使っているが、杉浦の場合は、デスバレー・ボムのように相手を高角度で相手頭部から落とす変型アングル・スラム。本家のカート・アングルが五輪金メダリストなのに対して杉浦は予選で敗退したため、このネーミングを使用している。大一番ではコーナー最上段からの雪崩式も使用。

### ジャイアント・スラム
石川修司のオリジナル技｡相手の左脇下に後ろから頭部を差し込み、右腕で相手の左足を抱え込みつつ、さらに左腕もクラッチし、残った右腕を掴んで勢いよく後方へ反り投げる変型リストクラッチ式アングルスラム。ここ一番で使われる最上級のフィニッシュホールド。

### 地獄車
後藤洋央紀のオリジナル技｡相手の左腕を股下でリストクラッチした状態でアルゼンチン・バックブリーカーの体勢で担ぎ上げ、そのまま左サイドに相手の後頭部から叩きつける変型アングル・スラム。ジュニアヘビー級時代に一時期フィニッシャーとして使用していた。ヘビー級に転向を機に封印していたが、近年ではフィニッシュ前の布石として時折使用される。